# Lukas Schwering
Lukas Schwering (Horstmar, 23 maart 1995) is een Duits voormalig voetballer die doorgaans speelde als middenvelder. Tussen 2014 en 2016 was hij actief voor Jong FC Twente.

## Clubcarrière
Schwering speelde in de jeugd van de Duitse clubs 1. FC Nordwalde en Germania Horstmar en werd later gescout door FC Twente, waar hij in de jeugdopleiding terechtkwam. Op 25 juni 2013 tekende de Duitse middenvelder zijn eerste contract bij de club. Schwering werd in 2014 bij de selectie van Jong FC Twente gehaald. Aldaar debuteerde hij op 24 oktober 2014, toen met 3–0 werd verloren van FC Emmen. Tijdens dit duel mocht hij van coach Jan Zoutman in de tweede helft invallen voor Jelle van der Heyden. Dat seizoen zou Schwering tot twee duels komen voor de beloften van de Overijsselse club, alvorens de clubleiding besloot te stoppen met de deelname van Jong FC Twente aan de Jupiler League. In de zomer van 2016 werd het contract van de Duitser niet verlengd en hierop verliet hij Enschede.

## Clubstatistieken
| Seizoen | Club           | Competitie     | Competitie | Competitie | Beker | Beker | Internationaal | Internationaal | Totaal | Totaal |
| Seizoen | Club           | Competitie     | Wed.       | Dlp.       | Wed.  | Dlp.  | Wed.           | Dlp.           | Wed.   | Dlp.   |
| ------- | -------------- | -------------- | ---------- | ---------- | ----- | ----- | -------------- | -------------- | ------ | ------ |
| 2014/15 | Jong FC Twente | Eerste divisie | 2          | 0          | —     | —     | —              | —              | 2      | 0      |
| Totaal  | Totaal         | Totaal         | 2          | 0          | 0     | 0     | 0              | 0              | 2      | 0      |